# تي دابليو إيه رحلة 599
طائرة رحلة رقم 599 التابعة لشركة (TWA) أو ما كان اسمها بذلك الوقت هو (Transcontinental and Western Air) من نوع فوكر F.10 Trimotor كانت في رحلة من مدينة كانساس ميسوري إلى لوس أنجلوس، سقطت بتاريخ 31 مارس 1931. ويبعد الحادث بعشرة أميال جنوب شلالات كتنوود بكانساس. وقد مات جميع الموجودين بالطائرة والبالغ عددهم 8.
ادعت الشركة بأن الرحلة 599 قد سقطت خلال أو بعد وقت قصير من عاصفة رعدية لاقتها. ولكن تسجيلات الأرصاد الجوية أظهرت بعدم وجود أي نشاط حملي ملحوظ بذلك الوقت. مما يؤكد فرضية أن سبب الحادث هو بنية الطائرة. فطائرات الفوكر مصنوعة من صفائح خشبية، وبتلك الحالة ستتسرب الرطوبة إلى الجزء الداخلي من الجناح مما يضعف الصمغ الذي يجمع أعضاء الهيكل (الدعامات الأساسية) والتي تمنع الجناح من الخلخلة خلال الطيران. إحدى الدعامات اختلت عن مكانها مما جعل الجناح يهتز بشدة خارجا عن السيطرة ويفلت من الطائرة.
بالرغم من الحادث سبب بمقتل شخص مشهور وهو مدرب كرة القدم لفريق جامعة نوتردام الأمريكية كنوت روكني Knute Rockne، إلا انه سبب بتغييرات هائلة بالشركة المالكة (TWA) وبفرع إدارة الطيران التابعة لوزارة التجارة والتي بسببها تم إنشاء وكالة الطيران الفدرالية. وقد جاهدت TWA لإزاحة هذا النوع من الفوكر من الخدمة. فكلفة ذلك مضافة إلى السمعة السيئة التي اكتسبتها الشركة بسبب موت روكني كاد أن يسبب بضياعها.
شدة الاهتمام الشعبي لأسباب الحادث اجبر وزارة التجارة على التخلي عن سياسة سرية حفظ نتائج التحقيقات المتعلقة بحوادث الطائرات. فمطالبات مصادر متعددة كان أيضا حافزا لتشكيل هيئة طيران مدنية مستقلة وقد شكلت عام 1940 بعد حادثة طيران قتل فيها السناتور الأمريكي برانسون كتينج مشددة مع شركات الطيران وتوفير صيانة المساعدات الملاحية وفك العديد من ترابط المصالح.

## وصلات خارجية
- Planecrashinfo.com's information sheet on Flight 599
- Kansas Photo Tour of the accident site, including the Flight 599 Memorial
- Centennial of Flight information on CAA investigation of Flight 599
- Reflections from the Dome, a good article about the crash